# Jude Hill
Jude Hill (Down, 1 de agosto de 2010) é um ator mirim da Irlanda do Norte. Ele é conhecido por estrelar o filme de Kenneth Branagh, Belfast (2021), baseado na infância de Branagh, pelo qual Hill foi aclamado pela crítica.

## Biografia
Hill nasceu em Gilford, um vilarejo no condado de Down perto de Armagh, filho dos pais Shauneen e Darryl. Ele frequentou a Escola Primária de St John. Ele teve aulas de teatro na Shelley Lowry School em Portadown desde os quatro anos de idade.

## Carreira
Hill fez sua estreia no cinema em Belfast, de Kenneth Branagh. A história do filme é contada principalmente através dos olhos do personagem de Hill, Buddy, "um garoto inteligente e alegre de 9 anos de idade e uma versão fictícia do próprio Branagh", conforme descrito por Jeanette Catsoulis do The New York Times.
Hill tinha nove anos quando foi escalado para o papel principal do filme entre 300 jovens atores que fizeram o teste, dez quando as filmagens ocorreram e onze quando o filme estreou em 2021.
Em 2022, ele fará sua estreia na televisão em Magpie Murders, uma adaptação do romance de mistério de 2016 de Anthony Horowitz.

## Filmografia
| Ano  | Título         | Personagem    | Notas       |
| ---- | -------------- | ------------- | ----------- |
| 2021 | Rian           | Rian McMurphy | curta       |
| 2021 | Belfast        | Buddy         |             |
| 2022 | Magpie Murders | Sam Blakiston | 4 episódios |

## Prêmios e indicações
| Ano  | Prêmio                                           | Categoria                  | Trabalhos | Resultado | Ref   |
| ---- | ------------------------------------------------ | -------------------------- | --------- | --------- | ----- |
| 2021 | British Independent Film Awards                  | Desempenho inovador        | Belfast   | Indicado  | [ 7 ] |
| 2021 | Washington DC Area Film Critics Association      | Melhor Desempenho Juvenil  | Belfast   | Indicado  |       |
| 2022 | Festival Internacional de Cinema de Palm Springs | Vanguard                   | Belfast   | Vencedor  |       |
| 2022 | Hollywood Critics Association                    | Revelação                  | Belfast   | Vencedor  | [ 8 ] |
| 2022 | Prêmios Critics' Choice Movie                    | Melhor jovem ator ou atriz | Belfast   | Venceu    | [ 9 ] |